# Calcio Padova 2020-2021
Questa voce raccoglie le informazioni riguardanti il Calcio Padova nelle competizioni ufficiali della stagione 2020-2021.

## Stagione
Nella stagione 2020-2021 la squadra biancoscudata affidata ad Andrea Mandorlini disputa il girone B del campionato di Serie C, dopo aver guidato a lungo la classifica, viene agganciata dal Perugia, autore di un lungo inseguimento che culmina con l'appaiamento in classifica finale al primo posto con 79 punti. In virtù della classifica avulsa, prevalgono gli umbri con il vantaggio negli scontri diretti, ottenendo così direttamente la promozione in Serie B.
Le speranze di promozione in cadetteria del Padova sono così affidate solo alla lotteria del Play-off. Nei quali i patavini entrano in scena nel secondo turno della fase nazionale, a Meda vincono (1-3), poi nel ritorno perdono in casa (1-3) ma passano il turno per il miglior piazzamento in campionato. In semifinale superano nel doppio confronto l'Avellino, pareggiando a Padova (1-1) ma vincendo (0-1) in Irpinia. Nella doppia finale con l'Alessandria arrivano due pareggi (0-0) così il 17 giugno dopo i tempi supplementari della gara di ritorno, il Padova si gioca ai calci di rigore la promozione in Serie B, la roulotte dei tiri dal dischetto sorride ai grigi piemontesi (5-4). Per i biancoscudati la soddisfazione di aver disputato una stagione al vertice, beffati solo da tanta sfortuna.

## Divise e sponsor
Lo sponsor tecnico per questa stagione è Macron. Gli altri sponsor principali sono Reply, Patavium Energia, CSZ Investigazioni, Trivenet Telecomunicazioni e Australian.
Nell’anno del 110º anniversario della sua fondazione, la Società biancoscudata e lo sponsor tecnico hanno voluto rendere omaggio al Padova degli albori con la prima maglia che ripropone il colletto e i polsini in maglieria, l’uso dei calzettoni neri con fascia rossa e bianca e la predominanza quasi totale del bianco, con eccezione dello scudo maggiorato rosso, cucito sul cuore.
La maglia away rossa porterà invece sui campi di tutta Italia le bellezze della nostra città, con l’inserimento di uno skyline che raffigura alcuni dei monumenti più celebri di Padova: la Basilica del Santo, Palazzo della Ragione, la Torre dell’orologio di piazza dei Signori e la Torre degli Anziani.
| Casa | Trasferta | Terza divisa |

## Organigramma societario
Area direttiva
- Presidente: Daniele Boscolo Meneguolo
- Vicepresidente: Fabio Pinelli
- Amministratore delegato: Alessandra Bianchi
- Consiglieri: Moreno Beccaro, Luca Destro, Roberto Gumirato, Giampaolo Salot, Alain Schibl

Area amministrativa
- Segretario sportivo: Fabio Pagliani
- Amministrazione: Benedetto Facchinato
- Responsabile organizzativo settore giovanile: Michele Capovilla
- Responsabile biglietteria: Riccardo Zanetto
- Collaboratore biglietteria: Alessandro Agostini
- Collaboratore segreteria e logistica: Francesco Stecca

Area comunicazione e marketing
- Responsabile marketing: Enrico Candeloro (World Appeal)
- Gestione relazioni con gli sponsor: Giulia Berti  (World Appeal)
- Responsabile commerciale: Massimo Minetto (World Appeal)
- Immagine e direzione house organ: Ferruccio Ruzzante
- Responsabile ufficio stampa e SLO: Massimo Candotti
- Web editor e social manager: Dante Piotto

Area sportiva
- Direttore sportivo: Sean Sogliano
- Club manager: Trevor Trevisan
- Dirigente accompagnatore: Rosario Ferrigno

Area tecnica
- Allenatore: Andrea Mandorlini
- Allenatore in seconda: Raffaele Longo
- Preparatori atletici: Mauro Marini, Giorgio Panzarasa
- Preparatori portieri: Ermes Morini, Adriano Zancopè
- Collaboratori tecnici: Raffaele Longo, Giuseppe Russo
- Magazzinieri: Stefano Zoia, Luciano De Franceschi

Area sanitaria
- Responsabile sanitario: Antonio Paoli
- Fisiatra: Enrico Trevisi
- Fisioterapista: Marco Crivellari, Vito Cocita
- Radiologo: Giulio Pasquotti

## Rosa
Rosa e numerazione aggiornate al 1 febbraio 2021.
| N. |                      | Ruolo | Calciatore          |
| -- | -------------------- | ----- | ------------------- |
| 1  | Italia (bandiera)    | P     | Gianmarco Vannucchi |
| 3  | Argentina (bandiera) | D     | Nahuel Valentini    |
| 4  | Italia (bandiera)    | D     | Andrea Gasbarro     |
| 5  | Italia (bandiera)    | C     | Simone Della Latta  |
| 6  | Italia (bandiera)    | C     | Matteo Mandorlini   |
| 7  | Italia (bandiera)    | A     | Claudio Santini     |
| 8  | Italia (bandiera)    | C     | Umberto Germano     |
| 9  | Islanda (bandiera)   | C     | Emil Hallfreðsson   |
| 10 | Brasile (bandiera)   | C     | Ronaldo             |
| 11 | Slovenia (bandiera)  | C     | Enej Jelenič        |
| 12 | Italia (bandiera)    | P     | Michele Voltan      |
| 13 | Italia (bandiera)    | D     | Enrico Biancon      |
| 14 | Italia (bandiera)    | C     | Aljoša Vasić        |
| 15 | Croazia (bandiera)   | D     | Anton Krešić        |
| 16 | Italia (bandiera)    | C     | Nicolò Fazzi        |
| 16 | Italia (bandiera)    | C     | Marco Firenze       |
| 17 | Italia (bandiera)    | A     | Tommaso Biasci      |

| N. |                     | Ruolo | Calciatore         |
| -- | ------------------- | ----- | ------------------ |
| 18 | Italia (bandiera)   | C     | Saber Hraiech      |
| 19 | Slovenia (bandiera) | D     | Siniša Anđelković  |
| 20 | Italia (bandiera)   | A     | Francesco Nicastro |
| 21 | Italia (bandiera)   | A     | Edoardo Soleri     |
| 22 | Italia (bandiera)   | P     | Davide Merelli     |
| 23 | Italia (bandiera)   | A     | Daniele Paponi     |
| 24 | Italia (bandiera)   | D     | Carlo Pelagatti    |
| 25 | Italia (bandiera)   | D     | Luca Rossettini    |
| 26 | Italia (bandiera)   | C     | Davide Buglio      |
| 27 | Brasile (bandiera)  | D     | Felipe Curcio      |
| 28 | Italia (bandiera)   | A     | Alfredo Bifulco    |
| 29 | Italia (bandiera)   | A     | Karamoko Cissé     |
| 30 | Italia (bandiera)   | P     | Piero Burigana     |
| 31 | Italia (bandiera)   | P     | Alvise Gherardi    |
| 32 | Italia (bandiera)   | A     | Cosimo Chiricò     |
| 33 | Brasile (bandiera)  | A     | Jefferson          |

## Calciomercato

### Sessione estiva(dal 01/09 al 05/10)
| Acquisti | Acquisti            | Acquisti     | Acquisti      |
| R.       | Nome                | da           | Modalità      |
| -------- | ------------------- | ------------ | ------------- |
| P        | Piero Burigana      | Luparense    | fine prestito |
| P        | Gianmarco Vannucchi | Salernitana  | definitivo    |
| P        | Michele Voltan      | Campodarsego | definitivo    |
| D        | Enrico Biancon      | Udinese      | fine prestito |
| D        | Felipe Curcio       | Salernitana  | prestito      |
| D        | Andrea Gasbarro     | Livorno      | definitivo    |
| D        | Nahuel Valentini    | Ascoli       | definitivo    |
| C        | Simone Della Latta  | Piacenza     | definitivo    |
| C        | Saber Hraiech       | Carpi        | prestito      |
| C        | Enej Jelenič        | Carpi        | definitivo    |
| C        | Davide Marcandella  | Adriese      | fine prestito |
| C        | Riccardo Serena     | Rieti        | fine prestito |
| A        | Alfredo Bifulco     | Napoli       | definitivo    |
| A        | Jefferson           | Monopoli     | definitivo    |
| A        | Luca Moro           | Genoa        | fine prestito |
| A        | Francesco Nicastro  | Catanzaro    | definitivo    |
| A        | Daniele Paponi      | Piacenza     | definitivo    |

| Cessioni | Cessioni             | Cessioni                | Cessioni      |
| R.       | Nome                 | a                       | Modalità      |
| -------- | -------------------- | ----------------------- | ------------- |
| P        | Riccardo Galli       |                         | svincolato    |
| P        | Riccardo Gavagnin    | Union S. Giorgio Sedico | definitivo    |
| P        | Stefano Minelli      |                         | svincolato    |
| D        | Joel Baraye          | Salernitana             | prestito      |
| D        | Daniele Capelli      |                         | svincolato    |
| D        | Nicolò Cherubin      | Arezzo                  | definitivo    |
| D        | Manuel Daffara       | Virtus Verona           | definitivo    |
| D        | Matteo Lovato        | Verona                  | definitivo    |
| D        | Ivan Rondanini       | Imolese                 | definitivo    |
| C        | Luca Castiglia       | Salernitana             | fine prestito |
| C        | Denilson Gabionetta  |                         | svincolato    |
| C        | David Lordkipanidze  | Breno                   | definitivo    |
| C        | Davide Marcandella   | Virtus Verona           | prestito      |
| C        | Riccardo Serena      |                         | svincolato    |
| A        | Cristian Bunino      | Pescara                 | fine prestito |
| A        | Benjamin Mokulu      | Ravenna                 | prestito      |
| A        | Cherif Karamoko      |                         | svincolato    |
| A        | Luca Moro            | SPAL                    | prestito      |
| A        | Massimiliano Pesenti | Arezzo                  | definitivo    |
| A        | Enrico Piovanello    | Catania                 | prestito      |

### Sessione invernale(dal 4 gennaio al 1º febbraio 2021)
| Cessioni | Cessioni        | Cessioni    | Cessioni   |
| R.       | Nome            | a           | Modalità   |
| -------- | --------------- | ----------- | ---------- |
| D        | Luca Rossettini | Lecce       | definitivo |
| A        | Tommaso Biasci  | Carpi       | prestito   |
| A        | Cosimo Chiricò  | Ascoli      | prestito   |
| A        | Karamoko Cissé  | Cittadella  | prestito   |
| A        | Marco Firenze   | Salernitana | prestito   |

| Cessioni | Cessioni         | Cessioni       | Cessioni |
| R.       | Nome             | a              | Modalità |
| -------- | ---------------- | -------------- | -------- |
| D        | Nahuel Valentini | L.R. Vicenza   | prestito |
| A        | Jefferson        | Catanzaro      | prestito |
| A        | Edoardo Soleri   | Monopoli       | prestito |
| A        | Giacomo Beretta  | Cittadella     | prestito |
| C        | Nicolò Fazzi     | Sambenedettese | prestito |
| C        | Davide Buglio    | Livorno        | prestito |

## Risultati

### Serie C - Girone B

#### Girone di andata
| Arbitro: | Rutella (Enna) |

|  |           |              |
|  | Marcatori | 35’ Lombardi |

| Arbitro: | Ricci (Firenze) |

|                    |           |                 |
| Barbuti 69’ (rig.) | Marcatori | 37’ Della Latta |

| Arbitro: | F. Longo (Paola) |

|                                               |           |              |
| Ronaldo 32’ (rig.) Bifulco 86’ Mandorlini 65’ | Marcatori | 11’ S. Rosso |

| Arbitro: | Natilia (Molfetta) |

|  |           |            |
|  | Marcatori | 2’ Bifulco |

| Arbitro: | Delrio (Reggio Emilia) |

|                 |           |              |
| Della Latta 79’ | Marcatori | 2’ Bulevardi |

| Arbitro: | Acanfora (Castellammare di Stabia) |

|  |           |                                                         |
|  | Marcatori | 9’ Della Latta 14’ Nicastro 36’, 77’ Ronaldo 59’ Buglio |

| Arbitro: | Zufferli (Udine) |

|                  |           |  |
| Nicastro 8’, 32’ | Marcatori |  |

| Arbitro: | G. Miele (Nola) |

|  |           |                             |
|  | Marcatori | 52’ Ronaldo 63’ Della Latta |

| Arbitro: | Nicolini (Brescia) |

|                               |           |  |
| Hallfredsson 67’ Nicastro 86’ | Marcatori |  |

| Arbitro: | Marcenaro (Genova) |

|                                        |           |  |
| Sgarbi 56’ Bianchimano 69’, 86’ (rig.) | Marcatori |  |

| Arbitro: | Arace (Lugo di Romagna) |

|                                    |           |  |
| Nicastro 9’ Bifulco 20’ Buglio 85’ | Marcatori |  |

| Arbitro: | Perenzoni (Rovereto) |

|                                       |           |                 |
| D'Orazio 70’, 90’ Miracoli 77’ (rig.) | Marcatori | 69’ Della Latta |

| Arbitro: | Saia (Palermo) |

|                                                        |           |                                    |
| Ronaldo 3’ Nicastro 17’, 21’ Bifulco 52’ F. Curcio 89’ | Marcatori | 45’ Gennari 68’, 70’ (rig.) De Feo |

| Arbitro: | Di Graci (Como) |

|             |           |                                          |
| Fiorani 31’ | Marcatori | 5’ Della Latta 54’ Hraiech 90+4’ Santini |

| Padova 14 dicembre 2020, ore 21:00 CET 15ª giornata | Padova             | 0 – 0 referto | Triestina | Stadio Euganeo\| Arbitro: \| Feliciani (Teramo) \| |
| Arbitro:                                            | Feliciani (Teramo) |               |           |                                                    |

| Arbitro: | Rutella (Enna) |

|  |           |                                            |
|  | Marcatori | 25’ (rig.) Ronaldo 79’, 89’ (rig.) Santini |

| Arbitro: | G. Miele (Nola) |

|  |           |              |
|  | Marcatori | 43’ Spagnoli |

| Arbitro: | Angelucci (Foligno) |

|                                                                                  |           |  |
| Chiricò 16’ Hraiech 37’ Cissé 47’ Firenze 67’ Santini 87’ (rig,) Della Latta 90’ | Marcatori |  |

| Arbitro: | Natilla (Molfetta) |

|  |           |             |
|  | Marcatori | 19’ Jelenic |

#### Girone di ritorno
| Arbitro: | Angelucci (Foligno) |

|             |           |                 |
| Torrasi 67’ | Marcatori | 39’ Della Latta |

| Arbitro: | Acanfora (Castellammare di Stabia) |

|             |           |               |
| Santini 63’ | Marcatori | 45+1’ Barbuti |

| Arbitro: | Cudini (Fermo) |

|  |           |                                                                          |
|  | Marcatori | 4’ Cissé 16’ Bifulco 66’ Chiricò 70’ Halfredsson 80’ Biasci 90+1’ Krešić |

| Arbitro: | Maggio (Lodi) |

|             |           |  |
| Chiricò 19’ | Marcatori |  |

| Arbitro: | Ricci (Firenze) |

|  |           |                           |
|  | Marcatori | 76’ Hraiech 90+2’ Santini |

| Arbitro: | Di Marco (Ciampino) |

|                         |           |  |
| Firenze 13’ Chiricò 88’ | Marcatori |  |

| Arbitro: | Vigile (Cosenza) |

|            |           |               |
| Voltan 76’ | Marcatori | 86’ F. Curcio |

| Padova 28 febbraio 2021 27ª giornata | Padova                  | 0 – 0 referto | Cesena | Stadio Euganeo\| Arbitro: \| Cosso (Reggio Calabria) \| |
| Arbitro:                             | Cosso (Reggio Calabria) |               |        |                                                         |

| Arbitro: | Gualtieri (Asti) |

|  |           |                      |
|  | Marcatori | 90+6’ (rig.) Ronaldo |

| Arbitro: | Colombo (Como) |

|             |           |  |
| Firenze 72’ | Marcatori |  |

| Arbitro: | Moriconi (Roma) |

|                                    |           |            |
| Moretti 16’, 61’, 66’ Leonetti 21’ | Marcatori | 49’ Biasci |

| Arbitro: | Carrione (Castellammare di Stabia) |

|                                             |           |  |
| Chiricò 8’ Ronaldo 26’, 80’ Della Latta 66’ | Marcatori |  |

| Arbitro: | Panettella (Bari) |

|  |           |                         |
|  | Marcatori | 59’ Nicastro 77’ Krešić |

| Arbitro: | Galipò (Firenze) |

|                                          |           |  |
| Halfredsson 28’ Chiricò 56’ Biasci 90+4’ | Marcatori |  |

| Arbitro: | Cascone (Nocera Inferiore) |

|              |           |  |
| G. Gomez 65’ | Marcatori |  |

| Arbitro: | Carella (Bari) |

|                    |           |  |
| Chiricò 61’ (rig.) | Marcatori |  |

| Arbitro: | Gualtieri (Asti) |

|                                      |           |  |
| Luppi 25’ Pierini 53rig.’ Muroni 65’ | Marcatori |  |

| Arbitro: | Tremolada (Monza) |

|  |           |              |
|  | Marcatori | 61’ Nicastro |

| Arbitro: | Cosso (Reggio Calabria) |

|                 |           |  |
| Della Latta 79’ | Marcatori |  |

### Play-off
| Arbitro: | F. Longo (Paola) |

|                      |           |                      |
| Kabashi 90+3’ (rig.) | Marcatori | 5’, 22’, 52’ Chiricò |

| Arbitro: | Feliciani (Teramo) |

|             |           |                                        |
| Ronaldo 81’ | Marcatori | 49’ Galuppini 56’ Kabashi 66’ Giovinco |

| Arbitro: | Cosso (Reggio Calabria) |

|            |           |             |
| Krešić 37’ | Marcatori | 49’ Maniero |

| Arbitro: | Colombo (Como) |

|  |           |                 |
|  | Marcatori | 28’ Della Latta |

| Padova 13 giugno 2021, ore 18:00 CEST Finale - Andata | Padova           | 0 – 0 referto | Alessandria | Stadio Euganeo (1.000 spett.)\| Arbitro: \| Zufferli (Udine) \| |
| Arbitro:                                              | Zufferli (Udine) |               |             |                                                                 |

| Arbitro: | Marcenaro (Genova) |

|                                     |                      |                                           |
| Bruccini Stanco Eusepi Giorno Rubin | Tiri di rigore 5 – 4 | Ronaldo Paponi Curcio Rossettini Gasbarro |

### Coppa Italia
| Arbitro: | Dionisi (L'Aquila) |

|                         |           |  |
| Santini 13’ Ronaldo 74’ | Marcatori |  |

| Arbitro: | Camplone (Pescara) |

|               |           |                                 |
| Tabanelli 20’ | Marcatori | 21’, 42’ Della Latta 33’ Soleri |

| Arbitro: | Santoro (Messina) |

|                         |           |             |
| Venuti 10’ Callejón 32’ | Marcatori | Santini 55’ |

## Statistiche

### Statistiche di squadra
| Competizione | Punti | In casa | In casa | In casa | In casa | In casa | In casa | In trasferta | In trasferta | In trasferta | In trasferta | In trasferta | In trasferta | Totale | Totale | Totale | Totale | Totale | Totale | DR  |
| Competizione | Punti | G       | V       | N       | P       | Gf      | Gs      | G            | V            | N            | P            | Gf           | Gs           | G      | V      | N      | P      | Gf     | Gs     | DR  |
| ------------ | ----- | ------- | ------- | ------- | ------- | ------- | ------- | ------------ | ------------ | ------------ | ------------ | ------------ | ------------ | ------ | ------ | ------ | ------ | ------ | ------ | --- |
| Serie C      | 79    | 19      | 13      | 4       | 2       | 36      | 8       | 19           | 11           | 3            | 5            | 32           | 18           | 38     | 24     | 7      | 7      | 68     | 26     | +42 |
| Coppa Italia | -     | 1       | 1       | 0       | 0       | 2       | 0       | 2            | 1            | 0            | 1            | 4            | 3            | 3      | 2      | 0      | 1      | 6      | 3      | +3  |
| Play-off     | -     | 3       | 0       | 2       | 1       | 2       | 4       | 3            | 2            | 1            | 0            | 4            | 1            | 6      | 2      | 3      | 1      | 6      | 5      | +1  |
| Totale       | 79    | 23      | 14      | 6       | 3       | 40      | 12      | 24           | 14           | 4            | 6            | 40           | 22           | 47     | 28     | 10     | 9      | 80     | 34     | +46 |

### Andamento in campionato
| Giornata  | 1  | 2  | 3 | 4 | 5  | 6 | 7 | 8 | 9 | 10 | 11 | 12 | 13 | 14 | 15 | 16 | 17 | 18 | 19 | 20 | 21 | 22 | 23 | 24 | 25 | 26 | 27 | 28 | 29 | 30 | 31 | 32 | 33 | 34 | 35 | 36 | 37 | 38 |
| --------- | -- | -- | - | - | -- | - | - | - | - | -- | -- | -- | -- | -- | -- | -- | -- | -- | -- | -- | -- | -- | -- | -- | -- | -- | -- | -- | -- | -- | -- | -- | -- | -- | -- | -- | -- | -- |
| Luogo     | C  | T  | C | T | C  | T | C | T | C | T  | C  | T  | C  | T  | C  | T  | C  | C  | T  | T  | C  | T  | C  | T  | C  | T  | C  | T  | C  | T  | C  | T  | C  | T  | C  | T  | T  | C  |
| Risultato | P  | N  | V | V | N  | V | V | V | V | P  | V  | P  | V  | V  | N  | V  | P  | V  | V  | N  | N  | V  | V  | V  | V  | N  | N  | V  | V  | P  | V  | V  | V  | P  | V  | P  | V  | V  |
| Posizione | 15 | 14 | 8 | 6 | 10 | 3 | 1 | 1 | 1 | 1  | 1  | 2  | 1  | 2  | 2  | 1  | 1  | 1  | 1  | 1  | 1  | 1  | 1  | 1  | 1  | 1  | 1  | 1  | 1  | 1  | 1  | 1  | 1  | 1  | 1  | 2  | 2  | 2  |

Fonte:  Serie C - Girone B, su calcio.com.
Legenda:

Luogo: C = Casa; T = Trasferta. Risultato: V = Vittoria; N = Pareggio; P = Sconfitta.